# Sabulodes berkleyata
Sabulodes berkleyata là một loài bướm đêm trong họ Geometridae.